# تکمو
تکمو (به ژاپنی: テクモ株式会社 Tekumo kabushikigaisha) یک شرکت ژاپنی نشر و توسعه‌دهنده بازی‌های ویدئویی بود که هم‌اکنون به عنوان زیرمجموعهٔ شرکت کویی تکمو به شمار می‌رود. این شرکت در سال ۱۹۶۷ تأسیس شد و دفتر مرکزی آن در چیودا، توکیو واقع بود. در آوریل سال ۲۰۰۹، تکمو به‌طور رسمی با شرکت نشر بازی‌های ویدئویی کویی ترکیب شد و شرکت هلدینگ کویی تکمو را تأسیس نمودند. تکمو برای خلق مجموعه بازی‌های ویدئویی همچون نینجا گایدن، فیتال فریم، و مرده یا زنده شناخته شده‌است.